# 西上寛樹
西上 寛樹（にしがみ ひろき、1983年 - ）は、日本の児童演劇劇作家・演出家。愛媛県宇和島市出身。

## 人物
1983年に三人兄弟の真ん中として愛媛県宇和島市に生まれる。日本映画学校（現 日本映画大学）卒業後、人形劇団ひとみ座に入団。
2011年、「ズッコケ時間漂流記」で脚本演出家デビュー。2012年、「ふたりはともだち」が厚生労働省児童福祉文化賞特別推薦を受賞。2015年「シナリオ工房天邪鬼」として独立。
2021年7月より、鹿児島県伊佐市に移住し、地域おこし協力隊としても活動している。

## 主な作品

### 舞台
人形劇団ひとみ座 
- はれときどきぶた
- ふたりはともだち
- ズッコケ時間漂流記
- カモとぼく
- ぼくのふうせん

 劇団さんぽ 
- イノシシと月

 人形劇団むすび座 
- トッケビ －鬼ヶ島と呼ばれた島－[5]

 日本児童・青少年演劇劇団協同組合 
- ちゃんぷるー　～私が幽霊！？　修学旅行～

 劇団仲間 
- スーサイドショップ～ようこそ、自殺用品専門店へ～
- 給食番長
- ガクモンの神様

 人形劇団ひぽぽたあむ 
- メヌエット

### 戯曲
- ズッコケ時間漂流記（原作：那須正幹／人形劇団ひとみ座／2011年）
- ふたりはともだち（原作：アーノルド・ローベル、訳：三木卓／人形劇団ひとみ座／2012年）
- がらくたロック！（オリジナル／未発表／2014年）
- ロボットnoジュリエット（オリジナル／未発表／2015年）
- ちゃんぷるー ～私が幽霊！？修学旅行～（オリジナル／日本児童・青少年演劇劇団協同組合／2016年）
- スーサイドショップ～ようこそ、自殺用品専門店へ～（原作：ジャン・トゥーレ、訳：浜辺貴絵／劇団仲間／2017年）
- 給食番長（原作：よしながこうたく／劇団仲間／2017年）
- はれときどきぶた（原作：矢玉四郎／人形劇団ひとみ座／2018年）
- トッケビ －鬼ヶ島と呼ばれた島－（オリジナル／人形劇団むすび座／2018年）
- ガクモンの神様（オリジナル／劇団仲間／2020年）
- イノシシと月（オリジナル／劇団さんぽ／2020年）
- おしいれのぼうけん（原作：ふるたたるひ・たばたせいいち／人形劇団ひとみ座／2021年）
- 大工の落書（オリジナル／伊佐市／2022年）
- 送りの夏（原作：三崎亜記／東京演劇アンサンブル／2023年）[3][6]